# Enrico Miglioranzi
Enrico Miglioranzi (Padova, 8 ottobre 1991) è un hockeista su ghiaccio italiano, milita come difensore nell'Hockey Club Bolzano, squadra della ICE Hockey League, e nella Nazionale italiana.

## Carriera

### Club
Miglioranzi iniziò la propria carriera nelle giovanili dell'Asiago Hockey, squadra dove giocò anche il padre Gaetano. Esordì in prima squadra al termine della stagione 2007-2008. Nella stagione in cui arrivò a disputare per la prima volta in carriera i playoff (campionato 2009-2010), l'Asiago vinse lo scudetto, ripetendosi immediatamente nell'annata successiva. Proprio nel match decisivo per la conquista del campionato 2010-2011, gara-6 di finale scudetto, Miglioranzi mise a segno il suo primo gol in prima squadra.
Nell'estate del 2013, dopo aver vinto il terzo scudetto con l'Asiago, il giocatore fu ceduto in prestito all'Hockey Club Bolzano, compagine appena iscrittasi alla lega sovranazionale EBEL e squadra con la quale già le annate precedenti Miglioranzi aveva manifestato l'intenzione di giocare. Nel mese di novembre tuttavia il giocatore decise di rescindere il contratto per lo scarso impiego in campionato da parte del suo allenatore, Tom Pokel, e tornò ad Asiago dove iniziò ad allenarsi con la squadra giallorossa. Tuttavia, dopo solo una decina di giorni e dopo essersi chiarito con il coach Pokel, Miglioranzi rientrò nell'organico della squadra altoatesina. Con la maglia biancorossa riuscì a vincere la EBEL 2013-2014.
La stagione successiva Miglioranzi, vicino al ritorno con l'Asiago, preferì all'ultimo momento rimanere a Bolzano dove gli venne offerto dal neo-allenatore Mario Simioni un contratto di try-out. Dopo pochi incontri tuttavia il giocatore, che non ricevette rassicurazioni sul suo utilizzo da titolare, preferì lasciare, questa volta definitivamente, i biancorossi per fare ritorno al club d'appartenenza, con cui debuttò alla quarta giornata di campionato. Proprio grazie al suo contributo (miglior realizzatore italiano nei playoff, sebbene difensore) l'Asiago vinse in seguito il suo quinto scudetto: dovette tuttavia saltare la decisiva gara-7 di finale a causa della rottura del braccio durante gara-6 causata da uno sgambetto (nemmeno sanzionato dagli arbitri) ad opera di Ingemar Gruber. L'inizio della stagione successiva fu altrettanto sfortunato, in quanto, sempre a causa di un infortunio, dovette saltare la semifinale di Continental Cup.
Nell'estate del 2016 si trasferì al Kallinge-Ronneby IF, nella terza serie svedese. La sua esperienza in Scandinavia durò però solo tredici presenze: a novembre venne tagliato in favore di Albin Lindgren e il giocatore decise quindi di fare ritorno all'Asiago, che nel frattempo si era iscritto al nuovo campionato internazionale Alps Hockey League, firmando un contratto triennale.
Nonostante il prolungamento del contratto e l'iscrizione dell'Asiago nel torneo di maggior livello della Ice Hockey League, nell'estate 2022 Miglioranzi decise di accettare la proposta del Bolzano, iscritto nello stesso campionato, e tornando quindi a giocare con la squadra dell'Alto Adige. 

### Nazionale
Miglioranzi entrò nell'ambito della Nazionale italiana già nel 2008, prendendo parte ai mondiali di categoria U18 e successivamente a quelli Under-20. Ai Mondiali di Prima Divisione U20 disputatosi in Bielorussia nel 2010, risultò il miglior realizzatore degli azzurri e il miglior assist-man della competizione.
L'esordio con la Nazionale maggiore avvenne nello stesso anno. Nel 2013 partecipò alle Universiadi del Trentino, chiuse al sesto posto.

## Palmarès

### Club
- Campionato italiano: 7

Asiago: 2009-2010, 2010-2011, 2012-2013, 2014-2015, 2019-2020, 2020-2021, 2021-2022
- Campionato austriaco: 1

Bolzano: 2013-2014
- Supercoppa italiana: 3

Asiago: 2015, 2020, 2021
- Alps Hockey League: 2

Asiago: 2017-2018, 2021-2022

### Individuale
- Maggior numero di assist del Campionato mondiale di hockey su ghiaccio Under-20 - Prima Divisione: 1

Bielorussia 2011 (5 assist)
- Maggior numero di assist per un difensore del Campionato mondiale di hockey su ghiaccio Under-20 - Prima Divisione: 1

Bielorussia 2011 (5 assist)
- Maggior numero di reti per un difensore della Serie A: 1

2019-2020 (1 rete)
- Maggior numero di punti per un difensore della Serie A: 2

2020-2021 (3 punti), 2021-2022 (4 punti)
- Maggior numero di assist per un difensore della Serie A: 1

2021-2022 (4 assist)
- Maggior numero di assist della Serie A: 1

2021-2022 (4 assist)
- Capocannoniere della Serie A: 1

2021-2022 (4 punti)